# Helmut Reich (Politiker)
Helmut Reich (* 2. März 1939 im Egerland) ist ein deutscher Politiker (Freie Wähler). Er war von 1996 bis 2008 Landrat des Landkreises Nürnberger Land.

## Leben
Helmut Reich wurde 1939 im Egerland, seit dem Münchener Abkommen vom 29. September 1938 und dem nachfolgenden Einmarsch der deutschen Wehrmacht ins Sudetenland Bestandteil des Deutschen Reichs, geboren und wurde mit seiner Familie bei Kriegsende vertrieben. 1958 begann er beim Versorgungsamt Nürnberg seine Laufbahn im öffentlichen Dienst. 1964 wurde er geschäftsleitender Beamter bei der damals noch selbstständigen Gemeinde Heuchling. Von 1972 bis zur Eingemeindung nach Lauf 1978 war er schließlich Bürgermeister in Heuchling. Danach wurde er geschäftsleitender Beamter in Lauf an der Pegnitz, 1978 wurde er auch das erste Mal in den Kreistag des Landkreises Nürnberger Land gewählt. 1984 wurde er Landratsstellvertreter. Von 1987 bis 1996 war Reich Bürgermeister in Happurg. Im März 1996 wurde er Landrat im Kreis Nürnberger Land. Er blieb zwölf Jahre an der Spitze des Landkreises, sein Nachfolger wurde Armin Kroder.

## Tätigkeiten und Ehrenämter
- Kreisvorsitzender Bayerisches Rotes Kreuz
- Kreisobmann der Sudetendeutschen Landsmannschaft
- Vorsitz im Planungsverband der Industrieregion Mittelfranken
- Mitgliedschaft im Stiftungsrat der Lebenshilfe
- Verwaltungsrat der Sparkasse
- Generalversammlung der Bayerischen Landesbank

## Ehrungen
- Bundesverdienstkreuz am Bande (Mai 2003)
- Kommunale Verdienstmedaille
- Verleihung des Titels Altlandrat